# Aero Ae-02
Aero Ae-02 – czechosłowacki samolot myśliwski z okresu międzywojennego, pierwszy tego typu samolot opracowany w Czechosłowacji.

## Historia
W 1920 roku w czechosłowackiej wytwórni lotniczej Aero, dotychczas produkującej samoloty oznaczone jako Aero Ae-01, które były budowanymi na licencji samolotami Hansa-Brandenburg B.I, opracowano nowy samolot myśliwski, który otrzymał oznaczenie Aero Ae-02. Była to pierwsza w Czechosłowacji konstrukcja tego typu. Konstruktorami było dwóch inżynierów – A. Vlasak i A. Husnik.
Pierwszy prototyp został oblatany w 1920 roku. W 1921 roku samolot uczestniczył we wszystkich pokazach lotniczych na terenie Czechosłowacji. W tym roku wziął udział w I Międzynarodowym Mityngu Lotniczym w Pradze organizowanym przez Aeroklub Czechosłowacki. W czasie tego mityngu pilotował go Josef Novák, wygrał on konkurs akrobacyjny, a w konkursie prędkości zajął drugie miejsce.
Pomimo tego, że spełniał on wszystkie warunki dla ówczesnych samolotów myśliwskich, nie podjęto jego produkcji seryjnej, natomiast stał się podstawą dla nowego samolotu myśliwskiego Aero Ae-04.

## Użycie w lotnictwie
Samolot Aero Ae-02 był używany tylko do testów w locie oraz występów na pokazach i konkursach lotniczych, w tym czasie pilotował go pilot fabryczny Josef Novák.

## Opis techniczny
Samolot myśliwski Aero Ae-02 był dwupłatem o konstrukcji mieszanej, kadłub był konstrukcji metalowej, natomiast skrzydła drewnianej. Kadłub mieścił odkrytą kabinę pilota, a przed nią umieszczono silnik. Napęd stanowił silnik widlasty w układzie V Hispano-Suiza 8Ba, 8-cylindrowy, chłodzony cieczą. Podwozie klasyczne, stałe.
Uzbrojenie stanowiły 2 synchronizowane karabiny maszynowe Vickers kal. 7,7 mm umieszczone nad silnikiem po obu stronach kabiny.